# 李定 (1923年)
李定（1923年11月—2000年5月29日），原名杨邦祺，男，云南施甸人，中华人民共和国政治人物，曾任中共中央统战部副部长，中华全国工商业联合会副主席。